# 沙瓦涅 (曼恩-卢瓦尔省)
沙瓦涅（法語：Chavagnes，法語發音：[ʃavaɲ] ⓘ）是法国曼恩-卢瓦尔省的一个旧市镇，属于昂热区。2017年，沙瓦涅和另外2个市镇合并成为新市镇泰朗茹（Terranjou）。

## 地理
沙瓦涅（47°16'10"N, 0°27'19"W）面积16.21 平方千米，位于法国卢瓦尔河地区大区曼恩-卢瓦尔省，该省份为法国西部内陆省份，大致对应安茹地区，北起顺时针与马耶讷省、萨尔特省、安德尔-卢瓦尔省、维埃纳省、德塞夫勒省、旺代省、大西洋卢瓦尔省和伊勒-维莱讷省接壤。
与沙瓦涅接壤的市镇（或旧市镇、城区）包括：莱萨勒、吕涅、马蒂涅布里扬、阿朗松圣母村、贝勒维涅昂莱永。

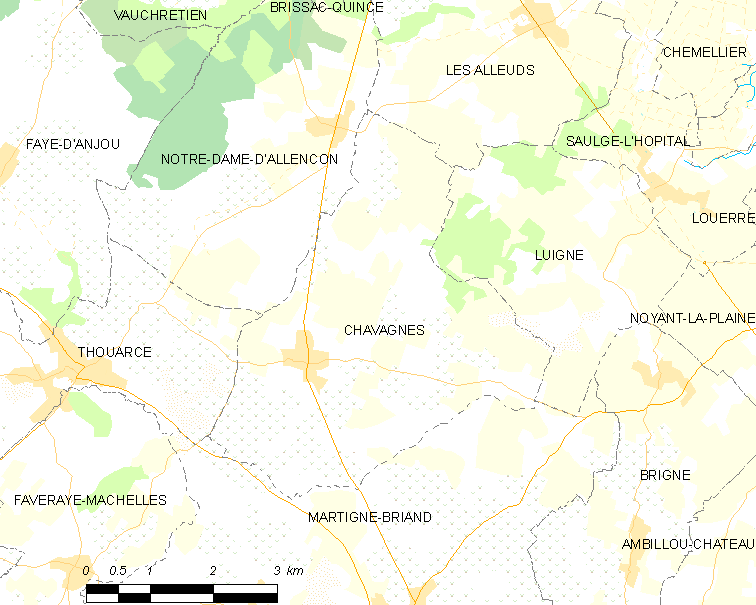
的OSM定位图

沙瓦涅的时区为UTC+01:00、UTC+02:00（夏令时）。

## 行政
沙瓦涅的邮政编码为49380，INSEE市镇编码为49086。

## 政治
沙瓦涅所属的省级选区为安茹地区舍米耶县。

## 人口

1962-2008年间人口变化图示

沙瓦涅于2018年1月1日时的人口数量为1297人。